# Ascocalathium
Ascocalathium — рід грибів родини Pyronemataceae. Назва вперше опублікована 1893 року.

## Класифікація
До роду Ascocalathium відносять 1 вид:
- Ascocalathium stipitatum